# محمد علي آل هاشم
محمد علي آل هاشم (1962 - 19 مايو 2024) يعرف أيضًا باسم آية الله آل هاشم ولد في مدينة تبريز، هو ممثل المرشد الأعلى في محافظة أذربيجان الشرقية وإمام صلاة الجمعة في تبريز. أكمل تعليمه حتى الثانوية في مدينته، ثم انتقل بعد ذلك إلى قم للتدريس في الحوزة. حاصل على الدرجة التعليمية للحوزة في الدكتوراة، وقد اجتاز دروس الخارج الفقه (الحوزة) في دروس المرشد الأعلى لإيران السيد علي خامنئي. وهو من رجال الدين الإيرانيين الذي كان حاضرا في الحرب العراقية الإيرانية. وشغل منصب رئيس المنظمة الأيديولوجية السياسية لجيش الجمهورية الإسلامية الإيرانية قبل تعيينه في منصب ممثل الولي الفقيه في شرق أذربيجان وتبريز إمام جمعة.

## وفاته
في 19 مايو 2024، تحطمت مروحية تقل محمد علي آل هاشم والرئيس إبراهيم رئيسي بالقرب من بلدة ورزقان على الحدود الأذربيجانية الإيرانية؛ وقد وُجد كلاهما ميتين في موقع الحادث. وكان سبب التحطم هو سوء الأحوال الجوية في محافظة أذربيجان الشرقية بإيران.